# DXing
Le DXing est un loisir qui consiste à rechercher et identifer des signaux radio/tv à longues distances, ou à établir des contacts bilatéraux avec des stations distantes sur les bandes radioamateurs ou sur les bandes libres (CB, pmr446...).
Bien souvent le DXer (celui qui pratique le DXing) fait également la « chasse » aux cartes QSL, sorte de carte postale servant à confirmer une liaison ou une réception.
Le nom de ce hobby vient de « DX » une abréviation télégraphique pour « distance ».

## DX sur les bandes de radiodiffusion

### DX en ondes longues et moyennes
Le dx en ondes longues et ondes moyennes se passe généralement la nuit et en hiver lorsque les conditions de propagations sont les meilleures, des distances de plus de 1 000 km voire 2 000 km sont chose courante, il est même parfois possible d'entendre des radios provenant du continent américain en Europe et vice-versa. La radio nord-américaine la plus facile à capter en Europe serait CJYQ sur 930kHz.
Depuis l'ouverture de la portion de bande 1610-1 710 kHz en Amérique mais pas en Europe, il est possible d'y recevoir depuis l'Europe des stations d'Amérique du nord et centrale, sans l'inconvénient des brouillages européens.
De même, la bande des ondes longues n'étant pas utilisée pour la radiodiffusion en Amérique, la réception des émetteurs européens y est possible, en particulier celle des émetteurs français comme France Inter sur 162 kHz ou Europe 1 (en territoire allemand) sur 183 kHz depuis les Etats de la côte nord-ouest américaine.

### DX en ondes courtes
Recevoir des radios très lointaines est chose courante en ondes courtes ce qui en fait probablement la bande de fréquences préférée par les dxer's. Certains d'entre eux ne se contentent pas de l'écoute des bandes de radiodiffusion ondes courtes classiques et cherchent le dx sur les bandes dites tropicales (60-90-120 m) où l'on peut trouver, pendant la nuit, un certain nombre de radios lointaines, principalement sud-américaines, ou sur les bandes pirates (entre autres le 48 m).

### DX en FM
La radiodiffusion FM pour (Frequency modulation) appelée « bande FM » par le grand public. Dans la plupart des pays, c'est plus précisément la bande 76–108 MHz (VHF – bande II) qui est utilisée (et 87,5–108 MHz en France) dans la gamme des très hautes fréquences.
On observe des réceptions sporadiques à grande distance[réf. incomplète] :
- chaque année ouvertures par propagation sporadique E assez fréquentes entre juin et juillet et moins fréquentes entre décembre et début janvier ;
- réflexion possible de l'émission FM sur les aéronefs vers toutes les récepteurs FM en vue directe de cet aéronef ;
- troposphérique avec une portée jusqu’à 1 000 km ;
- aurores boréales avec une portée jusqu’à 2 000 km depuis le 45e parallèle dans l’hémisphère Nord ;
- réflexion sur les traînées météoriques avec une portée par réflexion inférieure à 2 000 km ;
- vers le début de l’été lorsque le rayonnement solaire est particulièrement intense, on observe des réceptions sporadiques jusqu’à 2 000 km ;
- diffusion et réfraction atmosphérique en fonction de certaines conditions ;
- propagation sporadique par inversion de température.

### DX-TV
Le DX-TV a principalement lieu sur la bande I qui va disparaitre lors de l'extinction de l'analogique, on peut facilement recevoir des tv distantes de plus de 1 000 km lors de bonnes conditions de propagation sur cette bande. Le DX-TV est également pratiqué sur les bandes VHF III et UHF IV et V, les distances parcourues sont beaucoup plus faibles, généralement entre 100 et 500 km mais parfois des distances plus élevées pouvant aller jusqu'à 1 000 km sont parcourues.
Généralement en réception DX la qualité de l'image est très instable et peut varier d'une image couleur presque parfaite à une perte d'image et ensuite à nouveau une image couleur en moins d'1 minute.

## DX sur les bandes marines
Les radiocommunications dans les bandes marines permet aux bateaux d'entrer en relation avec les abonnés au téléphone à terre, d'échanger, entre bateaux, des messages relatifs à la navigation ou à des affaires sociales, d'obtenir des données nautiques : météorologique maritime, avis de tempête et avurnav, etc. ; en cas de détresse, l'assistance peut être demandée aux stations terrestres ou à d'autres bateaux.

## DX sur les bandes radioamateurs
Beaucoup de radioamateurs aiment pratiquer le DX sur les bandes radioamateurs et ce dans tous les modes qu'ils utilisent du psk31 à l'ATV en passant par la radiotéléphonie et la CW (radiotélégraphie) et sur toutes les fréquences qui leur sont attribuées de 137 kHz à 250 GHz (où un contact d'1 km est déjà du DX). Ils font même des DX'pédition, expéditions de radio-amateurs dans des pays lointains et où les contacts sont rares.
Des stations radios émettent en boucle une même lettre en morse en (A1A).

## DX sur les bandes «libres»

### DX en CB
Les cibistes, eux aussi, pratiquent le dx dans la bande du citoyen, les plus souvent en BLU et en dehors des quarante canaux réglementaires. Il est toutefois possible de pratiquer le DX avec des appareils homologué quarante canaux, le plus souvent en FM.
Il n'est pas rare de contacter, par exemple, l'Angleterre depuis le sud de la France et ce avec seulement 4w sur les canaux normaux.

### DX en PMR446
Depuis l'émergence de la bande PMR446 en tant que bande de radio de loisir, on y retrouve également des dx'ers, les contacts sont rares à cause du nombre d'utilisateurs qui reste assez restreint, des distances de plus de 100 km ont déjà été parcourues à l'aide de ces petits talkie-walkies entre deux points hauts.
Le canal d'appel DX (convention, il n'y a pas de band-planning officiel) est généralement le 8 parfois accompagné du ctcss 8.

### DX en Wi-Fi
Certains passionnés font également du DX sur la bande 2,4 GHz en Wi-Fi, le plus souvent avec des antennes extérieures à gain et parfois même des amplificateurs de puissance (ce qui est illégal en France).